# Belagerung von Namur (1746)
Europäischer Kriegsschauplatz:

Mollwitz* – Chotusitz* – Simbach – Dettingen – Toulon – Pfaffenhofen – Tournai – Fontenoy – Hohenfriedberg** – Soor** – Hennersdorf** – Kesselsdorf** – Brüssel – Piacenza – Namur – Roucourt – Kap Finisterre 1 – Lauffeldt – Assietta –  Bergen op Zoom – Kap Finisterre 2 – Maastricht
(*) Erster Schlesischer Krieg – (**) Zweiter Schlesischer Krieg
Indischer Kriegsschauplatz:

Erster Karnatischer Krieg
Amerikanischer Kriegsschauplatz:

War of Jenkins’ Ear – King George’s War
Die Belagerung von Namur fand während des Österreichischen Erbfolgekrieges vom 6. bis zum 30. September 1746 statt.
Dabei handelte es sich um keine regelrechte Belagerung, da die Franzosen nicht in der Lage waren, Stadt und Zitadelle regelrecht einzuschließen. Stattdessen waren sie von Anfang an auf eine direkte Erstürmung eingestellt.
Frankreich, Preußen, Spanien und Bayern hatten sich verbündet, um Österreich in den deutschen Landen und auch in Italien zu bekämpfen. Die Niederlande, die zunächst nicht betroffen waren, wurden mit hineingezogen, als Ludwig XV. den Krieg ausweitete, indem er 1745 100.000 Mann unter dem Maréchal de Saxe in den Österreichischen Niederlanden einmarschieren ließ. Im folgenden Jahr eroberten die Franzosen Charleroi und wandten sich dann unter dem Kommando von Louis de Bourbon-Condé, comte de Clermont, in den ersten Septembertagen gegen Namur.
Die Festungsbesatzung bestand aus zwölf niederländischen und zwei österreichischen Bataillonen – zusammen 7.000 Mann. Sie standen unter dem Befehl von Graf von Colyar, der auf Grund seines hohen Alters und auch wegen gesundheitlicher Probleme die Festung am 13. September verließ und das Kommando auf den General Crommelin übertrug.
Die Stadt selbst wurde an der Porte de Saint-Nicolas angegriffen. Die Franzosen etablierten zwei Batterien gegenüber den vorgeschobenen Forts Saint-Antoine und Espinois. Einige Tage später wurden in der Nacht vom 11. auf den 12. September die Arbeiten an den Belagerungsgräben begonnen. Zu diesem Zeitpunkt waren bereits mehr als 400 Holländer zu den Franzosen übergelaufen.
In der Nacht vom 18. auf den 19. September hatten sich die Belagerer bereits der Außenwerke bemächtigt, lediglich das Fort Coquelet und der Brückenkopf Jambes waren noch in der Hand der Belagerten. Bei Tagesanbruch verließ die Besatzung Fort Jambes und sprengte hinter sich drei Bogen der Brücke über die Maas.
Um 07:00 Uhr ergab sich das Fort Coquelet, und um 11:00 Uhr folgte die Stadt.
Die Franzosen begannen nun mit dem Angriff auf die eigentliche Festung über der Stadt, wohin sich die verbliebene Garnison (es hatten weitere Desertionen stattgefunden) zurückgezogen hatte. Batterien mit Belagerungsgeschützen wurden gegenüber der Zitadelle, dem Vorwerk Terre Neuve und dem Fort Orange (auf der Karte Fort Willjam genannt) in Stellung gebracht. Am Nachmittag des 24. September wurde das Feuer eröffnet. Eine Granate brachte das Pulvermagazin zur Explosion, wodurch zahlreiche Gebäude – einschließlich der Kirche Saint-Pierre – zerstört wurden.
Inzwischen waren mit der Artillerie Breschen in die Wälle von Fort Orange und der Zitadelle geschlagen worden, und man bereitete sich auf den Angriff vor. Daraufhin hissten die Belagerten am 30. September um 18:00 Uhr die weiße Fahne.
Die Garnison ging in Kriegsgefangenschaft. Am 4. Oktober wurden der Provinzialrat und der Magistrat unter französische Verwaltung gestellt.
Mit dem Vertrag von Aachen kamen die Österreichischen Niederlande 1748 an Österreich zurück. Die französische Besatzung verließ am 10. Februar 1749 die Festung.